# 판디아 (위성)

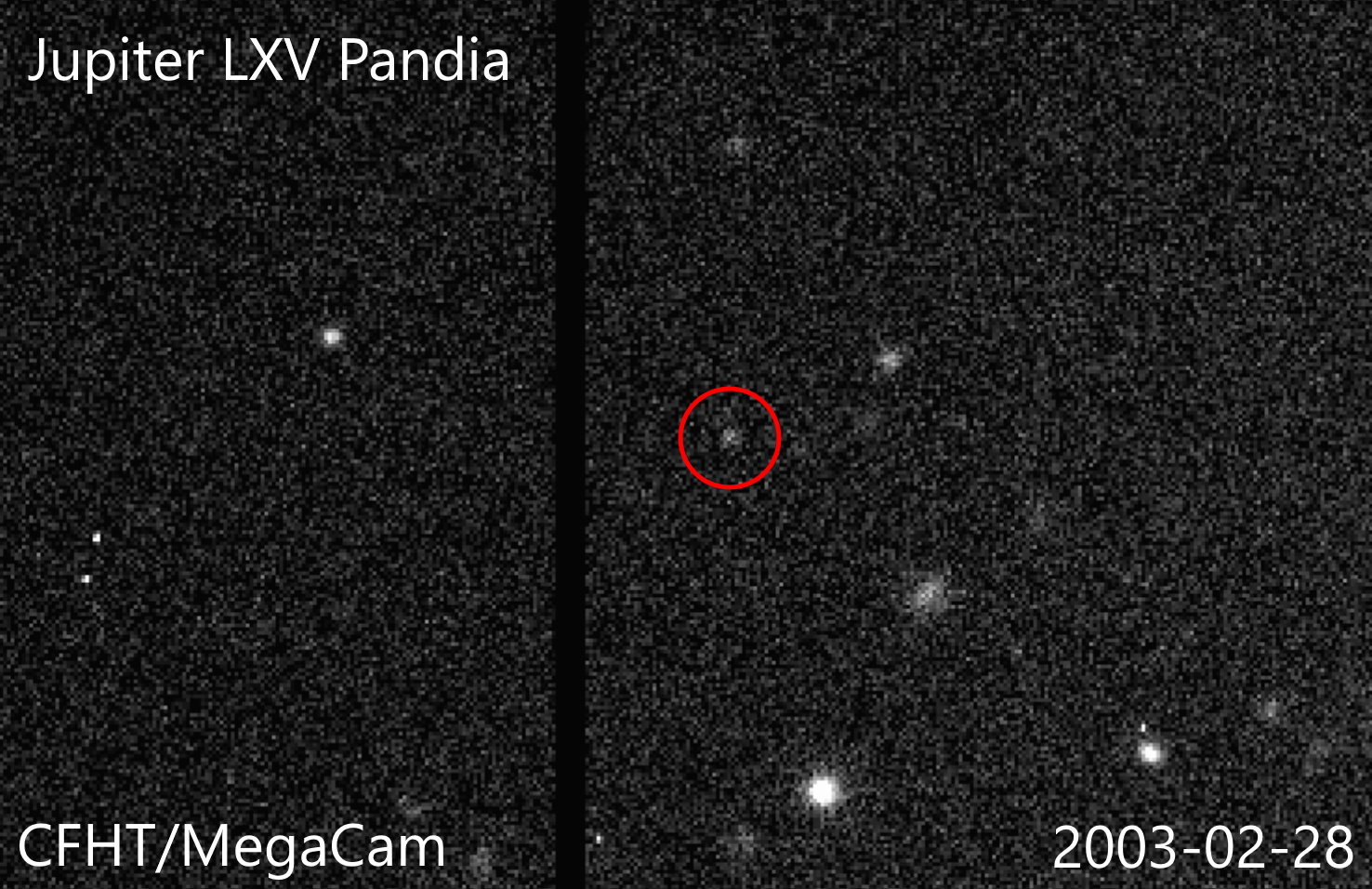
2003년 2월 28일에 찍힌 판디아의 사진.

판디아 (Pandia), 또는 목성 LXV는 2018년 5월 11일 칠레의 한 천문대에서 미국의 천문학자 스콧 S. 섀퍼드가 발견한 목성의 위성이다.
판디아는 1,100만에서 1,200만km 사이에서 히말리아와 유사한 공전 궤도를 따르는 목성의 불규칙 위성으로 이루어진 히말리아군의 일부이다.